# Petar Grbić
Petar Grbić (in serbo Петар Грбић?; Titograd, 7 agosto 1988) è un calciatore montenegrino, centrocampista del Budućnost.

## Carriera

### Club
Dopo aver giocato in patria con il Mogren, nel 2011 si trasferisce all'Olympiacos.

### Nazionale
Nel 2011 debutta con la nazionale montenegrina

## Palmarès

### Club

#### Competizioni nazionali
- Campionato montenegrino: 3

Mogren: 2008-2009, 2010-2011
Budućnost: 2024-2025
- Campionato greco: 1

Olympiakos: 2011-2012
- Coppa di Grecia: 1

Olympiakos: 2011-2012
- Campionato serbo: 1

Partizan: 2014-2015